# Савичевич, Радмила
Радмила Савичевич (серб. Радмила Савићевић; 8 февраля 1926, Крушевац, Королевство Югославия - 8 ноября 2001, Белград, Сербия и Черногория) – югославская и сербская актриса

 театра, кино и телевидения.

## Биография
Играла на сцене Белградского драматического театра, в театрах Крушеваца и Ниша. Запомнились её роли в спектаклях «Зона Замфирова», «Ивкова слава», «Госпожа министерша», «Ревизорские дела», «Сабирный центр» и «Полтрон». Телезрителям известна по ролям в сериалах: «Дальнобойщики», «Домашний кинотеатр», «Бабушкин внук», «Горячий ветер», «Лучшая жизнь» и «Счастливые люди».
За свою карьеру с 1961 по 2000 год снялась в 60 фильмах.
Была замужем за актером Божидаром Савичевичем. 
Похоронена на Аллее заслуженных граждан на  Новом кладбище в Белграде.

## Память
- В 2013 году Почта Сербии выпустила марку в серии "Великие деятели Сербского театра" с её изображением.

## Избранная фильмография
- 1994-1995 — Счастливые люди / Srećni ljudi
- 1989 — Время чуда / Vreme cuda
- 1984 — Солдаты / Vojnici
- 1984 — Душитель против душителя — Мица Мойсилович
- 1980 — Миражи удачи / Avanture Borivoja Šurdilovića — Баба Савка
- 1978 — Издержки воспитания / Тигар — мать Тамары
- 1971 — Моя сумасшедшая голова / Moja luda glava
- 1970 — Леваци / Levaci — Вука Радович
- 1970 — Эпилог / Epilog
- 1962 — Следующего выпуска не будет / Prozvan je i V-3 — ботаник
- 1962 — Саша / Saša
- 1962 —  Доктор / Dr